# Berg Automobile Company
Berg Automobile Company war ein US-amerikanischer Hersteller von Automobilen.

## Unternehmensgeschichte
Schon 1902 hatte Hart O. Berg angekündigt, er wolle bald zwei Autos „ausländischen Typs“ auf dem US-amerikanischen Markt bringen. Er gründete 1902 das Unternehmen in Cleveland in Ohio. Das Kapital betrug 400.000 US-Dollar. 1903 begann er mit der Produktion von Automobilen. Der Markenname lautete Berg. Ab Juli 1903 kamen noch Fahrzeuge der Marke Euclid dazu. Die Worthington Automobile Company aus New York City übernahm 1904 das Unternehmen und setzte die Produktion des Berg noch bis 1905 fort. Berg verabschiedete sich von der Technik und finanzierte künftig neue Unternehmen. Unter anderem ging er eine Partnerschaft mit den Wright-Brüdern ein.

## Fahrzeuge

### Markenname Berg
Der Berg war eine perfekte Kopie eines zeitgenössischen, französischen Panhard & Levassor-Modells und auch so vermarktet wurde. Offenbar störte dieses Vorgehen Panhard & Levassor aber nicht, denn sie lieferten keine Autos in die USA.
Der im Januar 1903 auf der New York Automobile Show vorgestellte Wagen war ein zweisitziger Runabout mit Zweizylindermotor. Ihm wurde bald ein Tourenwagen mit Vierzylinder-Reihenmotor zur Seite gestellt.
Auch der Berg von 1904 war ein Tourenwagen. Er war mit einem Tonneau ausgestattet, bot Platz für sechs Personen und kostete US$ 3.500,–. Der stehend vorne eingebaute Reihenvierzylindermotor leistete 24 bhp (17,6 kW). Die Motorkraft wurde über ein Viergang-Stirnradgetriebe an die Hinterräder weitergeleitet. Der Wagen mit Holzrahmen hatte halbelliptische Blattfedern und galt damals als sehr modern.
1905 wurde das Modell vom Vorjahr im Wesentlichen weitergebaut, es gab aber zwei verschiedene Aufbauten, einen mit Seiteneinstieg und einen mit Einstieg von hinten.
| Modell   | Bauzeitraum | Zylinder | Leistung         | Radstand | Aufbauten           |
| -------- | ----------- | -------- | ---------------- | -------- | ------------------- |
| Runabout | 1903        | 2 Reihe  | 8 bhp (5,9 kW)   | 1981 mm  | Runabout 2 Sitze    |
| Touring  | 1903        | 4 Reihe  | 15 bhp (11 kW)   | 2286 mm  | Tourenwagen 5 Sitze |
| Touring  | 1904–1905   | 4 Reihe  | 24 bhp (17,6 kW) | 2438 mm  | Tourenwagen 5 Sitze |

### Markenname Euclid
J. G. Heaslet war der Konstrukteur. Ein Vierzylindermotor mit 18 PS Leistung trieb die Fahrzeuge an. Der Radstand betrug 229 cm.